# Novela (TVE)
Novela va ser un espai dramàtic, emès per Televisió Espanyola entre 1962 i 1979. Cada setmana es dramatitzava una novel·la, dividida en cinc episodis de 30 minuts cadascun que s'emetien de dilluns a divendres.
L'espai es va inaugurar amb el títol de Novela del lunes amb la versió televisiva de La casa de la Troya. Des de la temporada 1963-1964 i ja amb periodicitat diària, s'adaptaren novel·les com El fantasma de Canterville (1964), Donetes (1964), Little Dorrit (1965), El príncep i el captaire (1966), Orgull i prejudici (1966), Borís Godunov (1966), Emma (1967), David Copperfield (1969), El comte de Montecristo (1969), Crim i càstig (1970), El pare Goriot (1971) o Bel-Ami (1978).
Pràcticament tots els actors dramàtics de televisió de l'època van passar en un moment o un altre per Novela. Els més assidus van ser Pablo Sanz, Luisa Sala, José María Escuer, Francisco Morán, Estanis González, Nélida Quiroga, Ana María Vidal, Arturo López, José María Caffarel, Tomás Blanco o Elisa Ramírez. També hi intervingueren Pepe Martín, Jesús Puente, José Bódalo, Tina Sainz, Amparo Baró Juan Diego, Berta Riaza, Lola Herrera, María Luisa Merlo, Gemma Cuervo, Paco Valladares, Emilio Gutiérrez Caba, Sancho Gracia, Carlos Larrañaga, Silvia Tortosa, José Manuel Cervino, Elisa Montés, Terele Pávez, Pepe Sancho, Eusebio Poncela, Juan Ribó, Maite Blasco, Modesto Blanch o Fiorella Faltoyano.
Entre els directors que es van posar al capdavant de les diferents adaptacions es troben: Pilar Miró, Pedro Amalio López, Juan Guerrero Zamora, Fernando García de la Vega, Alberto González Vergel, Sergi Schaaf, Ricardo López Aranda, Víctor Ruiz Iriarte o Gustavo Pérez Puig.